# Anellierung

Beispiele anellierter Verbindungen. Obere Reihe: Thiophen (links) und das durch Anellierung davon abgeleitete [[Benzothiophen|Benzo[b]thiophen]]. Untere Reihe: Cyclohexan (links) und das durch Anellierung daraus abgeleitete Decalin.

Anellierung (von lateinisch: anellus = kleiner Ring), auch Kondensation, im Englischen auch Fusion, ist in der Chemie die Bezeichnung für die Anfügung eines weiteren Ringes an einen oder mehrere schon vorhandene Ringe eines cyclischen Moleküls. An der Fügestelle teilen sich mindestens zwei (der ursprünglichen) Ringe ein und dieselbe Atombindung.
Keine anellierten Systeme sind verbrückte Moleküle und Spiroverbindungen. In Spiroverbindungen ist lediglich ein Ringatom Bestandteil zweier Ringe. In verbrückten Verbindungen, wie z. B. Norbornanen oder Phanen, sind die Atome, die sich zwei Ringe teilen, nicht benachbart – es sind Brückenköpfe.
Die Schreibweisen „Annelierung“ und „Annellierung“ sind nach deutscher Rechtschreibung falsch, aber häufig anzutreffen.

## Synthese
Die Möglichkeiten anellierte Produkte zu erzeugen, sind zahlreich. Die Formierung ist über inter- (Typ C im Schema) und intramolekulare Reaktionen (Typen A und B) möglich, (Typ B ist eine transannulare Zyklisierung). 

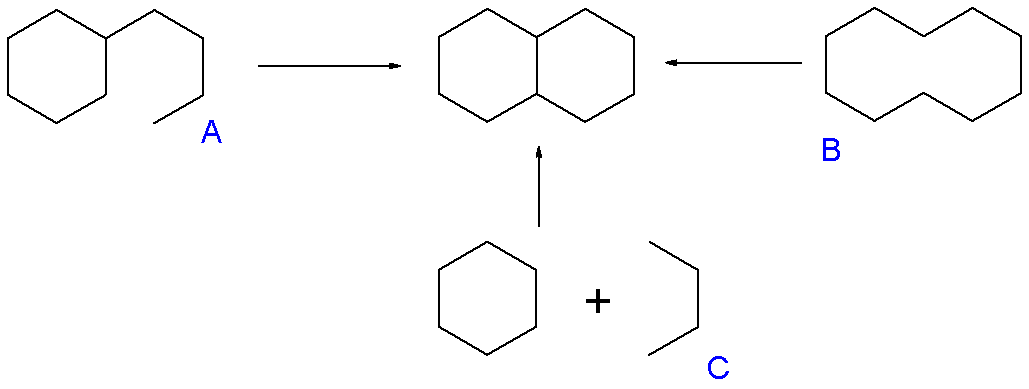
Strategien zur Synthese anellierter Verbindungen

Zu den Anellierungs-Reaktionen zählen unter anderem Cycloadditionen – [2+2]-Cycloadditionen und die Diels-Alder-Reaktion –, Kondensationen mit Maleinsäureanhydrid und die Robinson-Reaktion, weitere sind die Danheiser-Benzanellierung, Dötz-Reaktion (Benzoanellierung), Eder-Sauer-Wiechert-Reaktion (enantioselektive Robinson-Anellierung), Larock-Indolsynthese (Palladium-katalysierte Anellierung).
Anellierte Ringsysteme werden oft auch kondensierte Ringsysteme genannt.